# 埃利奧特·科爾本

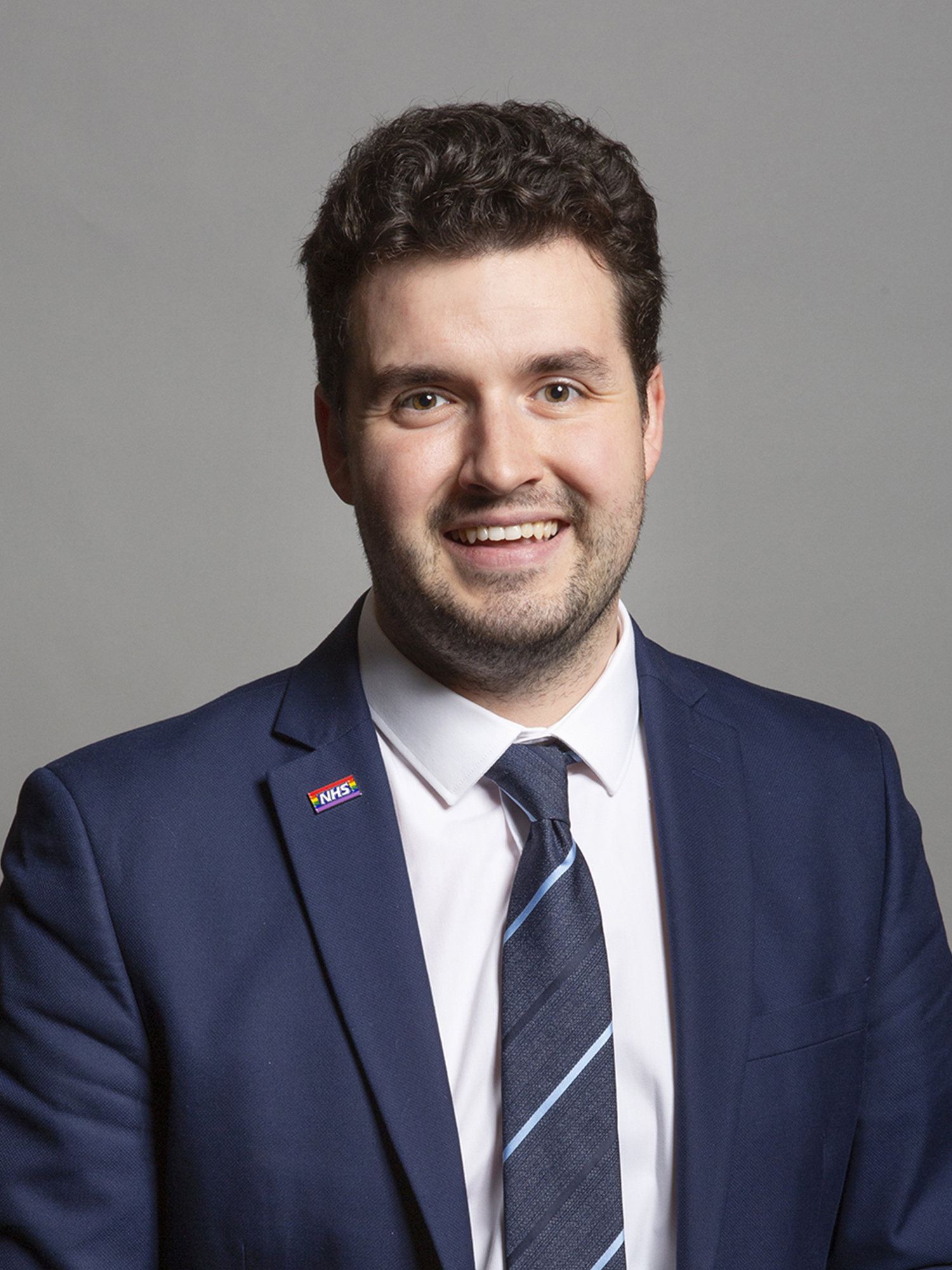

埃利奧特·科爾本（英語：Elliot Haydn George Colburn；1992年8月6日—）是英國的一位政治家，所屬政黨是保守黨。他在2019年英國大選中當選卡蘇頓和沃靈頓的議員。